# Isoperla pseudornata
Isoperla pseudornata är en bäcksländeart som beskrevs av Zhiltzova 1988. Isoperla pseudornata ingår i släktet Isoperla och familjen rovbäcksländor. Inga underarter finns listade i Catalogue of Life.